# Rhodesia
Rhodesia (/roʊˈdiːʒə/, /roʊˈdiːʃə/; tiếng Shona: Rodizha), từ năm 1970 có tên gọi chính thức là Cộng hòa Rhodesia, là một nhà nước thuộc châu Phi không được công nhận, tồn tại từ năm 1965 tới 1979, tương đương với lãnh thổ Zimbabwe ngày nay. Với thủ đô được đặt tại Salisbury (nay là Harare), Rhodesia được xem là nước thừa kế trên thực tế (de facto) của Nam Rhodesia thuộc Anh.

## Kinh tế
Kinh tế Rhodesia thường có xu hướng bị ảnh hưởng bởi thế giới bên ngoài. Sự suy thoái đã khiến cho quốc gia này ảnh hưởng sâu sắc, đồng thời là lệnh cấm từ các quốc gia khác mà tiêu biểu là lệnh cấm vận dầu mỏ từ Anh Quốc.
Cũng trong thời gian bị cấm vận, nền kinh tế của Rhodesia cũng bị ảnh hưởng bởi Chiến tranh du kích Rhodesia trong hơn 1 thập kỷ (1964 đến 1979).

### Tài nguyên
Một trong những nguồn kinh tế chính rất quan trọng của Rhodesia là khai thác tài nguyên để xuất khẩu do đất nước của họ rất giàu tài nguyên thiên nhiên như vàng, đồng và than.

### Nông nghiệp
Đất nông nghiệp ở Rhodesia thường tập trung vào tay 300.000 dân da trắng do ở quốc gia này có chế độ phân biệt chủng tộc như Nam Phi. Tuy tập trung chủ yếu đất nông nghiệp vào tay của chỉ 300.000 dân da trắng nhập cư nhưng nhờ những kiến thức nông nghiệp tiến bộ học từ phương Tây nên sản xuất nông nghiệp của họ cũng vô cùng phát triển chứ không hề bị tụt hậu.

### Công nghiệp
Với công nghệ tiên tiến, ngành công nghiệp luyện kim như luyện sắt cũng rất phát triển.

## Địa lý
Phần lớn đất nước nằm trên cao nguyên với cao nguyên trung tâm cao tạo thành đường phân thủy giữa hệ thống sông Zambezi và Limpopo. Khu vực đầu nguồn bằng phẳng là một phần của vùng đất khắc cổ được gọi là Bề mặt châu Phi bao gồm các vùng đất rộng lớn của lục địa.
Phần cuối phía đông của lưu vực kết thúc ở một đường theo hướng bắc nam, được gọi là Cao nguyên phía đông. Vùng cao trung tâm hướng đông bắc-tây nam đã được nâng cao về mặt địa chất trong thời gian gần đây ( Pliocen muộn hoặc Pleistocen ) làm lệch dòng nước của thượng nguồn sông Zambezi từng chảy vào sông Limpopo về phía đông.

## Lịch sử

### Thời kỳ thuộc địa
Rhodesia có tiền thân là một liên bang giữa Bắc Rhodesia (Nay là Zambia) và Nam Rhodesia (Sau là CH Rhodesia).

### Sau thế chiến 2
Sau khi thế chiến 2 kết thúc, Anh Quốc đã bắt đầu quá trình phi thuộc địa hóa từ từ. Trong quá trình đó diễn ra, người Anh có mong muốn để cho người da đen nắm quyền chính quyền của quốc gia họ thông qua bầu cử và thống nhất.
Tuy nhiên Ian Smith lại có suy nghĩ khác khi mà để cho người da đen lên nắm quyền là 1 sai lầm. Thế nên vào năm 1965, Ian Smith đã lãnh đạo đảng RF (Rhodesian Front) nắm quyền ở quốc gia này.
Việc này đã khiến cho người Anh tức giận và đã cô lập họ cùng đồng minh của mình (trừ LH Nam Phi). Người Anh đồng thời cũng đề xuất LHQ cấm vận xuất khẩu các tài nguyên của họ, điều mà đã gây ảnh hưởng kinh tế rất nhiều cho họ.

### Chiến tranh lạnh
Khi Rhodesia độc lập, quốc gia cũng bước vào thời kỳ chiến tranh lạnh, đất nước vừa phải đối mặt với cấm vận kinh tế và vừa phải đối đầu với ZAPU và ZANU đã khiến cho quốc gia suy yếu. Cùng với sức ép từ quốc tế, Ian Smith bị buộc phải đàm phán với ZANU và ZAPU.
Sau cùng, vào năm 1980, Rhodesia bị đổi thành Zimbabwe và chính phủ cũ của Rhodesia bị giải tán và bị thay thế bằng chính phủ mới.

## Quốc phòng
Rhodesia sở hữu 1 lực lượng quốc phòng tinh nhuệ gồm lính bộ binh, các lực lượng thiết giáp và không quân được huấn luyện từ thời thuộc địa. Các binh sĩ thuộc quân đội Rhodesia được mô tả là thiện chiến và rất có chiến thuật khi chiến đấu, khác xa so với ZAPU và ZANU.

## Quốc kỳ

Cờ của Liên bang Rhodesia và Nyasaland (1953-1963)
Cờ của Rhodesia (1964-1968)
Cờ của Cộng hòa Rhodesia (1968-1979)
Cờ của Zimbabwe-Rhodesia (1979-1980)